# Marlies Schröder
Marlies Schröder (* 14. Februar 1938 in Mülheim an der Ruhr) ist eine deutsche Katholikin und ehrenamtlich vorwiegend im Bistum Essen tätige Mülheimerin. 

## Leben
Von 1999 bis 2010 wirkte sie als Vorsitzende des Diözesanrats im Bistum Essen. Daneben war sie über 25 Jahre Vorsitzende des Kolping-Bezirksverbands Mülheim an der Ruhr. Marlies Schröder lebt in Mülheim.

## Auszeichnungen
Für ihr langjähriges ehrenamtliches Engagement wurde sie unter anderem mit dem päpstlichen Orden Pro Ecclesia et Pontifice ausgezeichnet. In der Urkunde heißt es unter anderem, es sei „ihr ein hohes Anliegen gewesen, aus dem Verband heraus ins Gespräch mit den Verantwortlichen aus Politik, Gesellschaft, Wirtschaft und Kirche zu kommen....Auch als Vorsitzende des Diözesanrates sei die Mülheimerin stets umsichtig den vielen innerkirchlichen und gesellschaftlichen Spannungsfeldern mit sensiblem Engagement zugewandt gewesen.“ 2012 erhielt sie die Verdienstmedaille des Verdienstordens der Bundesrepublik Deutschland.